# Туркменистан на Олимпијским играма
Туркменистан је први пут учествовао на Летњим олимпијским играма 1996. у Атланти и од тада је стални учесник Летњих игара. На Зимским олимпијским играма Туркменистан није учествовао. До игара у Токију 2020. године, спортисти из Туркменистана су освојили једну медаљу.
До 1988. спортисти Туркменистана су се такмичили у оквиру екипе Совјетског Савеза, а 1992, у саставу Здруженог тима (EUN) под олимпијском заставом.

## Освајачи медаља на ЛОИ
| Медаља | Име(на)        | Игре       | Спорт         | Дисциплина |
| ------ | -------------- | ---------- | ------------- | ---------- |
| Сребро | Полина Гурјева | 2020 Токио | Дизање тегова | до 59 кг   |

| Учешће и освојене медаље Туркменистана на ЛОИ |

| ЛОИ           | Носилац заставе       | Учешће | Муш. | Жене | сопрт. | Злато | Сребро | Бронза | Укупно | Ранг |
| ------------- | --------------------- | ------ | ---- | ---- | ------ | ----- | ------ | ------ | ------ | ---- |
| 1996. Атланта | Rozy Redzhepov        | 7      | 4    | 3    | 6      | 0     | 0      | 0      | 0      | 0    |
| 2000. Сиднеј  | Chary Mamedov         | 8      | 4    | 4    | 6      | 0     | 0      | 0      | 0      | 0    |
| 2004. Атина   | Назими Пашајев        | 9      | 6    | 3    | 6      | 0     | 0      | 0      | 0      | 0    |
| 2008. Пекинг  | Guvanch Nurmuhammedov | 10     | 6    | 4    | 6      | 0     | 0      | 0      | 0      | 0    |

## Занимљивости
- Најмлађи учесник: Јелена Рикова, 15 година и 81 дан Атина 2004. пливање
- Најстарији учесник: Chary Mamedov, 36 година и 349 дана Сиднеј 2000. атлетика
- Највише медаља: 1
- Прва медаља: Токио 2020.
- Прво злато: -
- Најбољи пласман на ЛОИ: -
- Најбољи пласман на ЗОИ: -